# Ставре Христов
Ставре (Ставро) Христов, наречен Емборски е български революционер, деец на Вътрешната македонска революционна организация.

## Биография
Ставре Христов е роден през 1897 година в Емборе, тогава в Османската империя. Присъединява се към ВМРО и действа като четник в Ениджевардарско и Струмишко. По време на Неврокопска акция на ВМРО заедно с войводата Стефан Пиперката и изпълнява смъртните присъди на комунистите Стоян Стоянов Гущеров, Иван Ангелов Чоков и Атанас Сотиров Заеков, и тримата от Мелнишко.
Застава на страната на протогеровистите в борбата им с михайловистите. Убит е през 1928 година пред дома си  в Кромидово от Милан Постоларски.